# Olga Gyarmati
Olga Gyarmati [ˈolgɒ ˈɟɒrmɒti] (* 5. Oktober 1924 in Debrecen, Königreich Ungarn; † 27. Oktober 2013 in Greenfield, Massachusetts) war eine ungarische Leichtathletin. Bei einer Körpergröße von 1,66 m hatte sie ein Wettkampfgewicht von 57 kg.
Fanny Blankers-Koen hatte 1943 den Weltrekord im Weitsprung mit 6,25 Meter aufgestellt. Als der Weitsprung für Frauen bei den Olympischen Spielen 1948 zum ersten Mal zum olympischen Programm gehörte, trat Blankers-Koen aber in dieser Disziplin nicht an. Olga Gyarmati gewann den Wettbewerb mit 5,695 Meter. 
Bei den Olympischen Spielen 1952 trat Gyarmati im 200-Meter-Lauf und in der Sprintstaffel an, schied aber jeweils im Vorlauf aus. Im Weitsprung kam sie mit 5,67 Meter auf Platz 10. 1956 wurde sie mit 5,66 Meter Elfte.
Olga Gyarmati war mit dem Schriftsteller Tamás Aczél verheiratet und emigrierte 1956 aus Ungarn. Nach 1990 kam sie nach Ungarn zurück. Nach dem Tod ihres Mannes 1994 zog sie wieder nach London, später nach Greenfield, Massachusetts. 

## Belege
1. ↑  Olga Gyarmati in der Datenbank von Sports-Reference (englisch; archiviert vom Original)

| Personendaten    | Personendaten                                                    |
| ---------------- | ---------------------------------------------------------------- |
| NAME             | Gyarmati, Olga                                                   |
| ALTERNATIVNAMEN  | Várkonyi, Istvánné Olga (Ehename); Aczél, Tamásné Olga (Ehename) |
| KURZBESCHREIBUNG | ungarische Weitspringerin                                        |
| GEBURTSDATUM     | 5. Oktober 1924                                                  |
| GEBURTSORT       | Debrecen, Königreich Ungarn                                      |
| STERBEDATUM      | 27. Oktober 2013                                                 |
| STERBEORT        | Greenfield, Massachusetts                                        |